# David Jacobs (atleta)
David Jacobs (Reino Unido, 30 de abril de 1888-6 de junio de 1976) fue un atleta británico, especialista en la prueba de 4 x 100 m en la que llegó a ser campeón olímpico en 1912.

## Carrera deportiva
En los JJ. OO. de Estocolmo 1912 ganó la medalla de oro en los relevos de 4 x 100 metros, con un tiempo de 42.4 segundos, llegando a meta por delante de Suecia (plata) y Alemania que fue descalificada, siendo sus compañeros de equipo: William Applegarth, Henry McIntosh y Victor D'Arcy.